# Maracaibo Lacus
Il Maracaibo Lacus è una struttura geologica della superficie di Titano.